# Municipio de Hickory (Carolina del Norte)
El municipio de Hickory (en inglés: Hickory Township) es un municipio ubicado en el  condado de Catawba en el estado estadounidense de Carolina del Norte. En el año 2010 tenía una población de 61.826 habitantes.

## Geografía
El municipio de Hickory se encuentra ubicado en las coordenadas 35°44′3.48″N 81°19′52.31″O / 35.7343000, -81.3311972.